# Джуліан Саймонс
Джуліан Саймонс (англ. Julian Symons; справжнє ім'я Gustave Julian Symons; 30 травня 1912, Лондон — 19 листопада 1994, Волмер, Кент) — британський письменник у жанрах детективної та історичної літератури, поет, літературознавець, біограф. Отримав у 1967 році премію Едгара По за роман «The Progress of a Crime» («Картина злочину»). У 1990 році нагороджений «Діамантовим Кинджалом Картьє».

## Біографія
Батько Альфонс Моріс Бранн був російським або польським євреєм, мати Мінні — англійкою з французьким та іспанським корінням. Він закінчив школу в 14 років. Заснував поетичний журнал «Вірш двадцятого століття» в 1937 році, редагуючи його протягом двох років. З 1942 по 1944 рік служив у Королівських бронетанкових військах до моменту отримання інвалідності через причини, не пов'язані з бойовими діями.
Після періоду роботи рекламним копірайтером він став письменником у 1947 році.
Книга Саймонса 1972 року «Криваве вбивство: від історії про детективи до роману злочинів» — одна з найвідоміших критичних праць у галузі детективної літератури. Він підкреслив відмінність між класичною загадкою, пов'язаною з творчістю таких письменників, як Агата Крісті та Джон Діксон Карр, і більш сучасним «романом злочинів», який робить акцент на психології та мотивації злочину. Саймонс опублікував понад тридцять романів та збірок оповідань між 1945 і 1994 роками. Його твори поєднували в собі елементи детективного оповідання і роману злочинів, але чітко схилялися до останнього, з акцентом на характер і психологію. Його романи, як правило, зосереджені на звичайних людях, втягнутих у вбивчий ланцюжок подій. Заплутані сюжети часто приправлені діалогами з чорним гумором. «Те, що вражає мене в наш час» — писав він, — «це насильство, що переховується за маскою респектабельності».
Романи, характерні для його стилю, включають «Колір убивства» (1957), «Картина злочину» (1960), «Людина, чиї мрії здійснилися» (1968), «Людина, яка втратила дружину» (1970) та «Змова проти Роджера Райдера» (1973).
Саймонс написав два сучасні сіквели про Шерлока Холмса, а також набір сіквелів у 1920-х роках. Він — автор біографій Едгара По і Артура Конан Дойла, критичного огляду творчості Дешієла Хеммета.
Джуліан Саймонс тричі нагороджувався премією Едгара По, в 1990 році — «Діамантовим кинджалом Картьє», нагородою Асоціації письменників-криміналістів Великої Британії. Удостоївся в 1982 році звання Гранд-майстер Товариства письменників детективного жанру Америки і Шведської академії детектива. Ці звання йому присудили не стільки за його романи, скільки за наукові дослідження детективного жанру. Джуліан Саймонс обирався главою Британської асоціації письменників детективного жанру, і упродовж 9 років (1976—1985 рр.) був президентом англійського Детективного клубу.

## Романи
- The Immaterial Murder Case (1945) (Нематеріальна справа про вбивство)
- A Man Called Jones (1947) (Чоловік на ім'я Джонс)
- Bland Beginning (1949) (Ніжний початок)
- The Thirty-First of February (1950) (31-е лютого)
- The Broken Penny (1953) (Зламане пенні)
- The Narrowing Circle (1954) (Вузьке коло)
- The Paper Chase (1956), as Bogue's Fortune (US) (Погоня за документом, або Фортуна Богі)
- The Colour of Murder (1957) (Колір вбивства) (отримав Gold Dagger Award в 1957 році) (Колір вбивства)
- The Gigantic Shadow (1958), також як The Pipe Dream (US) (Гігантське облако або Нездійснена мрія)
- The Progress of a Crime (1960) (Картина злочину) (переможець в номінації «Найкращій роман» премії Едгара По, 1961 рік)
- The Killing of Francie Lake (1962), as The Plain Man (US) (Вбивство Френсі Лейк або Звичайна людина)
- The End of Solomon Grundy (1964) (Кінець Соломона Гранді)
- The Belting Inheritance (1965) (Спадщина Бельтінга)
- The Man Who Killed Himself (1967) (Чоловік, що вбив сам себе) (на основі роману знятий кінофільм у 1969 році «Артур! Артур!»)
- The Man Whose Dreams Came True (1968) (Людина, чиї мрії здійснилися)
- The Man Who Lost His Wife (1970) (Чоловік, який втратив свою дружину)
- The Players and the Game (1972) (Гравці та гра)
- The Plot Against Roger Rider (1973) (Змова проти Роджера Райдера)
- A Three-Pipe Problem (1975) (Тричі нездійснена проблема)
- The Blackheath Poisonings (1978) (Отруєння чорною блекотою)
- Sweet Adelaide (1980) (Солодка Аделаїда)
- The Detling Murders (1982), as The Detling Secret (Вбивства Детлінга або Таємниця Детлінга)
- The Name of Annabel Lee (1983) (Ім'я Аннабель Ли)
- The Criminal Comedy of the Contented Couple (1985), as A Criminal Comedy (Кримінальна комедія задоволеної пари або Кримінальна комедія)
- The Kentish Manor Murders (1988) (Вбивства у Кентіш Манор)
- Death's Darkest Face (1990) (Найтемніше обличчя смерті)
- Something Like a Love Affair (1992) (Щось на зразок любовної справи)
- Playing Happy Families (1994) (Гра в щасливі сім'ї)
- A Sort of Virtue: A Political Crime Novel (1996) (Сорт чесноти: роман про політичний злочин)

## Оповідання
- Murder! Murder! (1961) (Убивство! Убивство!)
- Francis Quarles Investigates (1965) (Розслідування Франсіса Кварлса)
- How to Trap a Crook (1977) (Як вловити шахрая)
- The Great Detectives: Seven Original Investigations (1981) (Великі детективи: сім оригінальних розслідувань)
- The Tigers of Subtopia (1982) (Тигри Субтопії)

## Деякі біографії, історичні твори та літературна критика
- Charles Dickens (1951) (Чарльз Дікенс)
- Thomas Carlyle. The life and ideas of a prophet (1952?) biography (Томас Карлайл. Життя та ідеї пророка)
- Criminal Acts (1955) (Кримінальні діяння)
- Horatio Bottomley (1955) biography (Гораціо Боттомлі, біографія)
- England's Pride: The Story of the Gordon Relief Expedition (1965) (Гордість Англії: військова експедиція допомоги Гордону)
- Crime and Detection: An Illustrated History from 1840 (1966) (Злочин та виявлення: ілюстрована історія 1840 р.)
- Bloody Murder — From the Detective Story to the Crime Novel: A History (1972) (US title: Mortal Consequences) (Special Edgar Award, 1973); (Криваве вбивство — від історії детектива до роману злочину: історія (1972) (назва в США: Смертні наслідки) (Спеціальна премія Едгара По, 1973); перероблено у 1985 р., 1992 р., 1994 р.
- Dashiel Hammett (1985) (Дешіл Хеммет).
- Makers of the New: The Revolution in Literature, 1912–1939 (1987) (Творці нового: революція в літературі, 1912–1939)
- Oscar Wilde: A problem in Biography (1988) (Оскар Вайльд: проблеми в біографії)